# Tornjak
Tornjak (Canis montanus,  pas planinac), planinski je pastirski pas čija je funkcija od jedanaestog stoljeća bila zaštita stada od pljačkaša i krupnih predatora kao što su vuk i medvjed. Ime mu dolazi po riječi tor, ograđen prostor za ovce. 

## Osobitosti
Tornjak je 60 – 75 cm visok, razne boje dlake (crne, sive, žute, itd) po uvijek bijeloj podlozi (noge, prsa, trbuh, ogrlica, njuška i vrh repa su uvijek bijele boje); dlaka je duga s gustom poddlakom, uši su relativno visoko nasađene, viseće, preklopljene u korijenu i priljubljene uz glavu, na prednjim nogama gusta i duga dlaka tvori zastavice, a na stražnjim nogama – "hlače", rep kojeg u pokretu nosi visoko nad leđnom linijom je obrastao dugom gustom dlakom i prepoznatljiv je pasminski znak. Štenci vrlo brzo rastu i postaju odrasli psi težine od 40 do 60 kg, ovisno ženka ili mužjak, kao što to ovisi i o genetskoj predispoziciji. Iznimno je žilav, izdržljiv i skroman pas, naizgled bez imalo agresije vrlo odlučno i požrtvovno brani obitelj ili stado i odbija nepoznate. Izvrstan plivač u čemu mu pomažu razvijene kožice između prstiju, koje su nastale zbog hodanja po snijegu kao krplje.
Nalazimo ga na području Zagore, Hercegovine i zapadne Bosne, planinskim masivima Dinare, Svilaje, Moseća, Kozjaka, Golije, Cincara i Kupresa, odakle se proširio do Like, Grobničkog polja iznad Rijeke i u nizinskim područjima Hrvatske.

## Podrijetlo
Postoje dvije teorije postanka ove autohtone pasmine koja pripada vrsti molosoidnih pasa. Prema prvoj on je potomak tibetanskog mastifa, tj. tibetanske doge koja je s Himalaja došla kao pratitelj karavana koje su prolazile jantarskim putem. Druga, prihvaćenija teorija, je da su svi pastirski psi nastali na području drevne Mezopotamije, odakle su došli tijekom migracija nomadskih ovčara prije nekih 7000 godina.
U novije vrijeme postoji i mišljenje u skladu s iranskom teorijom podrijetla Hrvata, da su na naše prostore tornjaci došli zajedno s Hrvatima iz sjevernog Irana, odnosno drevne Perzije.[nedostaje izvor]
Na izoliranim balkanskim planinskim lancima, geomorfološkim izoliranim cjelinama dugotrajnim uticajem surovih planinskih klima i pod uticajem kulturoloških osobitosti pojedinog naroda, došlo je do nastanka različitih pasmina pastirskih pasa (kraški ovčar u Sloveniji, Karakašanac u Bugarskoj, Karpatac u Rumunjskoj, makedonski Šarplaninac i Grčki pastirski pas).
Prvi opis tornjaka nalazimo u rukopisu đakovačkoga biskupa Petra Horvata iz 1374. godine. Zapis đakovačkog kanonika Petra Lukića iz 1752. godine navodi još stariji manuskript bosanske Katoličke crkve iz 1067. godine koji govori da je ovaj planinski pas rasprostranjen cijelim gorskim područjem Hrvatske.

## Opstanak
Razvojem civilizacije u našim krajevima postupno je nestajalo nomadsko stočarenje i depopulacijom tradicionalno ovčarskih visoko-planinskih područja ova drevna pasmina je bila osuđena na izumiranje. Skupina kinologa entuzijasta je 1972. godine počela terenska istraživanja ove pasa u tipu pasmine. Mario Bauer u časopisu Moj pas u broju 1/72 objavljuje o pastirskim psima Jugoslavije članak u kom navodi i o tornjaku. U istom je časopisu 1973. godine objavljen članak: »Standardiziranje Vlašićkog ovčara« u kom se navodi o osnivanju kluba ljubitelja rasnih pasa, a s jednim od glavnih ciljeva – standardizacijom domaćega vlašićkog ovčara. (Na Vlašiću je tada obitavao samo tornjak kao pastirski pas). Godine 1979. u Zagrebu je osnovana prva Komisija za uzgoj tornjaka, a u Tomislavgradu u Bosni i Hercegovini, organizirani uzgoj tornjaka. Službenom odlukom Jugoslavenskoga kinološkog saveza od 9. svibnja 1981. o ustanovljavanju Jugoslavenskoga uvjetnog rodovnika (JUR) za bosanskohercegovačkog pastirskog psa — tornjaka i formiranje Komisije JKS za priznavanje ove pasmine pasa otpočeo je i službeni rad oko standardizacije tornjaka. Godine 1996. u matičnoj knjizi za ovu pasminu upisano je stotinjak tornjaka, a danas u Hrvatskoj i Bosni i Hercegovini postoje tisuće tornjaka, koji se sve više šire u druge zemlje Europe, pa i u prekooceanske zemlje.
F.C.I. – Međunarodni kinološki savez – međunarodna kinološka organizacija, tornjaka je zahvaljujući upornom i predanom radu primarno hrvatskih kinologa, provizorno priznala godine 2006. godine. Službeni standard prihvaćen je i vrijedeći je od 16. svibnja 2007., a pasmina je zajednički priznata objema državama na kojima tornjak obitava, punim imenom, tornjak odnosno bosanskohercegovački – hrvatski pastirski pas. Standard je nakon deset godina provizorija, ‪7. studenoga 2017. na Generalnoj skupštini FCI-a u Leipzigu definitivno priznat kao pasmina.
Danas se najviše upotrebljava kao pas čuvar, radni pas uz stada ovaca ili koza, osobni pratitelj i kućni ljubimac. Nastavlja se kontinuirani rad na daljnjem povećanju brojnosti pasmine.

## Poveznice
- Dodatak:Popis hrvatskih pasmina domaćih životinja
- Kinologija

## Vanjske poveznice
- Službeno mrežno mjesto Hrvatskoga kinološkoga saveza (hrv.)
- Baza pedigrea tornjaka
- http://www.tornjak.info/  Arhivirana inačica izvorne stranice od 3. lipnja 2010. (Wayback Machine)